# Joseph Schildkraut (acteur)
Pour les articles homonymes, voir Schildkraut.
Cet article concerne l'acteur. Pour le médecin, voir Joseph Schildkraut (médecin).
Joseph Schildkraut est un acteur américain d'origine autrichienne, né le 22 mars 1896 à Vienne (Autriche-Hongrie) et mort le 21 janvier 1964 à New York.
Il est le fils du comédien Rudolph Schildkraut.

## Filmographie
- 1915 : Schlemihl
- 1916 : Der Glücksschneider
- 1916 : Das Wiegenlied
- 1920 : Der Roman der Komtesse Orth
- 1921 : Les Deux Orphelines (Orphans of the Storm) : le chevalier de Vaudrey
- 1921 : Theodor Herzl (en) : Israël souffrant
- 1923 : The Song of Love (en) : Raymon Valverde
- 1925 : L'Empreinte du passé (The Road to Yesterday) de Cecil B. DeMille : Kenneth Paulton
- 1926 : Shipwrecked : Larry O'Neil
- 1926 : Meet the Prince : le prince Nicholas
- 1926 : Young April : le prince Caryl
- 1927 : Le Roi des rois (The King of Kings), de Cecil B. DeMille : Judas Iscariote
- 1927 : The Heart Thief : Paul Kurt
- 1927 : His Dog : Peter Olsen
- 1927 : The Forbidden Woman : Jean La Coste
- 1928 : The Blue Danube : Lugwig
- 1928 : Tenth Avenue : Joe Ross
- 1929 : Show Boat de Harry A. Pollard  : Gaylord Ravenal
- 1929 : La Dame de cœur (The Mississippi Gambler) : Jack Morgan
- 1930 : Night Ride : Joe Rooker
- 1930 : Cock o' the Walk : Carlos Lopez
- 1930 : Die Sehnsucht jeder Frau : Buck
- 1931 : Carnival : le comte Andreas Scipio
- 1932 : Le Danube bleu (The Blue Danube) d'Herbert Wilcox : Sandor
- 1934 : Viva Villa ! : le général Pascal
- 1934 : Sisters Under the Skin : Zukowski
- 1934 : Cléopâtre : le roi Hérode
- 1935 : Les Croisades (The Crusades) : Conrad, marquis de Montferrat
- 1936 : Le Jardin d'Allah (The Garden of Allah) : Batouch
- 1937 : Le Dernier Négrier (Slave Ship) : Danelo
- 1937 : Âmes à la mer (Souls at Sea) : Gaston de Bastonet
- 1937 : La Vie d'Émile Zola (The Life of Emile Zola) : le capitaine Alfred Dreyfus
- 1937 : Amour d'espionne (Lancer Spy) : le prince Ferdi Zu Schwarzwald
- 1937 : Lady Behave! : Michael Andre
- 1938 : La Baronne et son valet (The Baroness and the Butler) de Walter Lang : le baron George Marissey
- 1938 : Marie-Antoinette : le duc Philippe d'Orléans
- 1938 : Suez d'Allan Dwan : le vicomte René de Latour
- 1939 : La Ronde des pantins (Idiot’s Delight) de Clarence Brown : le capitaine Kirvline
- 1939 : Les Trois Mousquetaires (en) : le roi Louis XIII
- 1939 : L'Homme au masque de fer (The Man in the Iron Mask) : Nicolas Fouquet
- 1939 : Mr. Moto Takes a Vacation : Hendrik Manderson
- 1939 : La Dame des tropiques (Lady of the Tropics) de Jack Conway : Pierre Delaroch (Delaroche dans le journal)
- 1939 : La Mousson (The Rains Came) de Clarence Brown : Mr Bannerjee
- 1939 : Pack Up Your Troubles de H. Bruce Humberstone : Hugo Ludwig
- 1940 : Rendez-vous (The Shop Around the Corner) : Ferencz Vadas
- 1940 : Phantom Raiders : Mr Al Taurez
- 1940 : Le Mystère de Santa Marta (Rangers of Fortune) de Sam Wood : le colonel Lewis Rebstock
- 1940 : Meet the Wildcat (en) d'Arthur Lubin : Leon Dumeray
- 1941 : The Parson of Panamint (en) de William C. McGann : Bob Deming
- 1941 : Le Cœur révélateur (The Tell-Tale Heart) : le jeune homme
- 1945 : La Belle de San Francisco (Flame of Barbary Coast) : le patron Tito Morell
- 1945 : The Cheaters : Mr M.
- 1946 : Le Joyeux Barbier (Monsieur Beaucaire) de George Marshall : Don Francisco
- 1946 : Plainsman and the Lady : Peter Marquette
- 1947 : Poste avancé (Northwest Outpost) d'Allan Dwan : le comte Igor Savin
- 1948 : Old Los Angeles : Luis Savarin
- 1948 : La légion des braves (en) (The Gallant Legion) de Joseph Kane : Clarke Faulkner
- 1953 : Hamlet (TV) : Claudius
- 1959 : Le Journal d'Anne Frank (The Diary of Anne Frank) : Otto Frank
- 1961 : King of the Roaring 20's - The Story of Arnold Rothstein : Abraham Rothstein
- 1962 : La Quatrième Dimension (Série TV) : épisode L'échange (saison 3, épisode 31) : John Holt
- 1965 : La Plus Grande Histoire jamais contée (The Greatest Story Ever Told) : Nicodemus